# ГЕС Унбонг
ГЕС Унбонг (Юнфень) — гідроелектростанція на кордоні Північної Кореї та Китаю. Знаходячись перед ГЕС Rimtho (40 МВт), становить верхній ступінь в каскаді на річці Ялуцзян, яка тече на межі двох названих вище країн до впадіння у Жовте море.
Спорудження електростанції почали ще у 1942 році, в часи японського колоніального панування у Кореї та північно-східному Китаї (Манчьжурії). За проектом річку повинна була перекрити бетонна гравітаційна гребля висотою 112,5 метра, котра потребувала 3,45 млн м3 матеріалу. Вона б утримувала водосховище з корисним об'ємом 3 млрд м3, від якого живились би п'ять турбін загальною потужністю 500 МВт, розраховані на використання напору у 115 метрів. Останній показник навіть більший за висоту греблі, оскільки у випадку станції Ounbong використали дериваційну схему — Ялуцзян після греблі описує майже замкнену петлю, проходячи через 14 км всього за 0,9 км від сховища.
Втім, за три роки після початку будівництва острівна імперія зазнала нищівної поразки у Другій світовій війні і роботи призупинились. Відновили їх вже після наступної, Корейської війни у 1958-му, а введення гідроагрегатів у експлуатацію припало на другу половину наступного десятиліття. Гребля та резервуар у підсумку в основному відповідали первісному проекту — висота 113,75 метра, довжина 828 метрів, корисний об'єм 2,662 млрд м3 (що забезпечується припустимим коливанням рівня поверхні у операційному режимі між позначками 282 та 319 метрів НРМ) при загальному об'ємі у 3,895 млрд м3. А от в машинному залі встановили лише чотири турбіни типу Френсіс потужністю по 100 МВт, що було дещо менше від японського задуму.
Видача продукції відбувається по ЛЕП, розрахованих на роботу під напругою 220 кВ.
Кожна з країн-власників експлуатує два із чотирьох гідроагрегатів.